# Вільгельм Віндельбанд

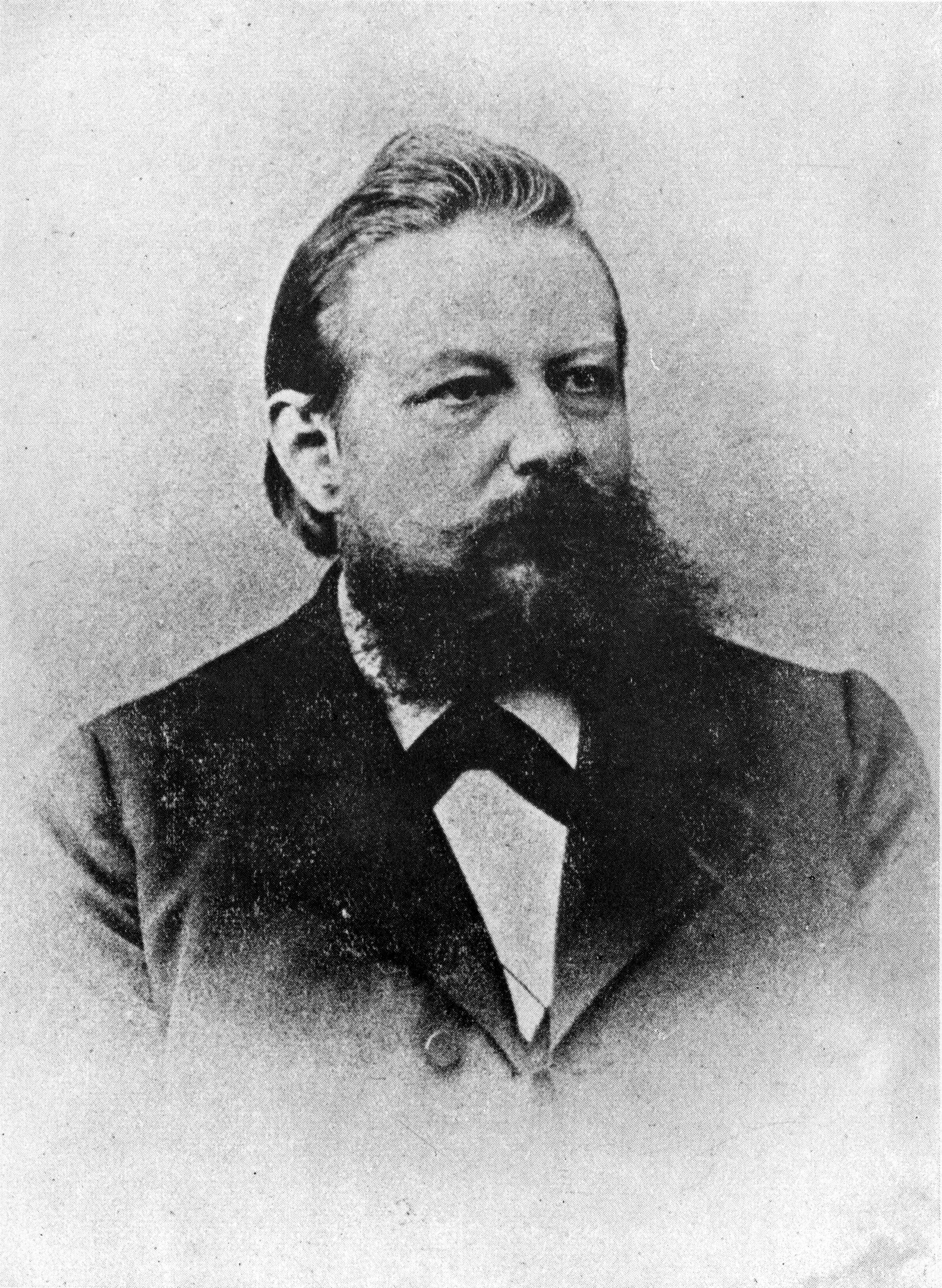
Вільгельм Віндельбанд

Вільгельм Віндельбанд (нім. Wilhelm Windelband; * 11 травня 1848, Потсдам, Пруссія - † 22 жовтня 1915, Гейдельберґ, Німецька імперія) - німецький філософ-ідеаліст, глава баденської школи неокантіанства.

## Біографія
Народився в сім'ї прусського службовця. Навчався в Єнському (де слухав лекції Куно Фішера) та Гейдельберзькому (де слухав лекції Лотце) університетах. Добровольцем брав участь у франко-пруській війні 1870. У Берлінському університеті захистив дисертацію «Вчення про випадковість» (1870), габілітувався в 1873.
Після захисту дисертації почав викладацьку діяльність у Лейпцизькому університеті: через три роки він приват-доцент, а через 6 років - професор. Професор Цюріхського (1876), Фрайбурзького (з 1877), Страсбурзького (з 1882), Гейдельберзького (з 1903) університетів. Член Гейдельберзької академії наук (з 1910).

## Філософія
Віндельбанд усуває з учення Канта «річ у собі», намагаючись таким чином подолати дуалізм його філософії суб'єктивістським шляхом.
Філософію Віндельбанд визначає як «критичну науку про загальнообов'язкові цінності» («Прелюдії», СПБ, 1904, с. 23), як нормативне вчення, засноване на оціночних судженнях, на пізнанні належного, і протиставляє її дослідним наукам, заснованим на теоретичних судженнях і емпіричних даних про суще. Цінності розуміються Віндельбандом як апріорні, трансцендентальні, загальнозначущі. Визнаючи кінцевою метою історичного прогресу самовизначення людства відповідно до «етичних ідеалів», Віндельбанд зводить соціальні проблеми до етичних. Дуалізм світу дійсності та світу цінностей він оголошує «священною таємницею», яке свідчить про обмеженість нашого пізнання і спрямовуюче нас в сферу цінностей релігійних.
Розробляючи методологію наук, Віндельбанд розчленував науки на:
- номотетичні - що мають справу з законами
- ідіографічні - вивчають одиничні явища в їх неповторності.